# Casa Palau (El Masnou)
Casa Palau és una casa de cos del Masnou (Maresme).

## Descripció
Casa entre mitgeres de planta rectangular enretirat del pla de carrer que consta de semisoterrani, planta baixa i dues plantes pis, acabada amb coberta plana practicable a mode de terrat català. Disposa d'un pati davanter, delimitat per una barana de ferro. La planta baixa està a una cota superior del nivell del carrer i s'hi accedeix per una escalinata de cinc graons.
La façana es genera a partir d'una composició simètrica amb dos eixos de verticalitat que es defineix amb dues obertures per planta. A la planta baixa amb un aporta d'accés al lateral dret i una finestra més gran que la resta.; en els dos pisos superiors hi ha una obertura amb balcó amb barana de ferro i una balconera. Totes les obertures són d'arc carpanell i al seu damunt hi ha un motiu floral en relleu. Les finestres estan protegides amb persianes de llibret de fusta.
L'acabat del parament és un estucat pintat llis amb motius florals que es ressalten amb la combinació de colors en què estan pintats.